# Лютий 2016
Лютий 2016 — другий місяць 2016 року, що розпочався в понеділок 1 лютого та закінчився в понеділок 29 лютого.

## Події
- 29 лютого
  - Американська кіноакадемія назвала найкращим фільмом року стрічку «У центрі уваги» (Spotlight) Тома Маккарті[1].
- 28 лютого
  - Виконавчий директор Фонду Вікімедіа Лайла Третіков звільнилася на тлі конфліктів[2].
  - Позачерговий конгрес обрав Джанні Інфантіно президентом ФІФА[3].
- 27 лютого
  - У Росії, Білорусі та Києві пройшли марші пам'яті Немцова; у Москві також пройшла хода на підтримку Надії Савченко[4].
- 25-29 лютого — серія вибухів на вугільній шахті у Воркуті, що стало причиною загибелі 36 осіб.
- 26 лютого
  - 41-ша церемонія вручення нагород премії «Сезар».
- 22 лютого
  - РНБО оприлюднила стенограми засідання часів початку анексії Криму
- 19 лютого
  - Помер Умберто Еко, італійський письменник, філософ, лінгвіст, літературний критик, спеціаліст із семіотики і медієвіст.
- 17 лютого
  - З космічного центру Танеґасіма за допомогою ракети-носія H-IIA[en] проведений успішний запуск орбітальної обсерваторії «Astro-H», що буде використовувати рентгенівські промені для вивчення таких об'єктів, як чорні діри, кластери галактик тощо[5][6].
- 15 лютого
  - Боснія і Герцеговина подала заявку на вступ до Європейського Союзу[7].
  - Христина Дмитренко здобуває першу для України золоту медаль зимових юнацьких Олімпійських ігор[8][9].
- 12 лютого
  - Запланований запуск японської орбітальної обсерваторії Astro-H відкладено через несприятливі погодні умови[10].
  - У Гавані (Куба) відбулась перша за всю історію зустріч патріарха Московського і всієї Русі Кирила і папи римського Франциска.
- 11 лютого
  - Вчені експериментально підтвердити існування гравітаційних хвиль[11].
- 9 лютого
  - Поблизу міста Бад-Айблінг на півдні Німеччини сталася найбільша залізнична аварія в країні у XXI столітті.
- 6 лютого
  - На Тайвані, поблизу міста Гаосюн стався землетрус силою 6.4 Mw[12].
- 5 лютого
  - Олена Підгрушна виграла спринт на 7-ому етапі Кубка світу з біатлону в Кенморі.
- 4 лютого
  - у Центрі космічних польотів імені Ґоддарда закінчено монтування основного дзеркала телескопу ім. Джеймса Вебба[13].
- 1 лютого
  - ВООЗ визнало вірус Зіка загрозою здоров'ю глобального рівня[14].
  - Управління із запліднення й ембріології людини[en] Великої Британії дало перший дозвіл державної агенції по охороні здоров'я в світі на редагування геномів здорових ембріонів у дослідницьких цілях[15].